# Casinaria meridionator
Casinaria meridionator är en stekelart som beskrevs av Aubert 1960. Casinaria meridionator ingår i släktet Casinaria och familjen brokparasitsteklar. Inga underarter finns listade.